# Demetrios (Silberschmied)
Demetrios (Δημήτριος) war ein antiker griechischer Silberschmied (ἀργυροκόπος), der nach Aussage des Neuen Testaments in der Mitte des 1. Jahrhunderts in Ephesos tätig war.
Demetrios ist nur aus der literarischen Überlieferung bekannt. In der Apostelgeschichte des Neuen Testaments wird er als Antagonist des Apostels Paulus erwähnt, als dieser sich in Ephesos aufhielt. Demnach hatte Demetrios eine nicht genauer bestimmte Führungsposition in der Gruppe der ephesinischen Silberschmiede, vielleicht als Patron ihres Handwerkervereins, der zugleich selbst Inhaber eines Betriebs war und zuarbeitende Handwerker beschäftigte (vgl. V. 25). Er brachte die Silberschmiede und Handwerker gegen Paulus und dessen Anhänger auf (Apg 19,23–40 ). Da er in seiner Werkstatt silberne Tempelnachbildungen des Tempels der Göttin Artemis herstellte, die er als Souvenirs  an Pilger und Reisende verkaufte, war die gegen die alten Götter gerichtete Agitation des Paulus geschäftsschädigend, was in Tumulten endete (Aufruhr der Silberschmiede). Die jüdische Gemeinde schickte den Alexander vor, der eine Verteidigungsrede halten wollte. Sowie die Menge ihn als Juden erkannte, schrie sie ihn nieder mit dem Ruf: „Groß ist die Artemis der Epheser!“
Auch wenn solche kleinen Tempelnachbildungen bisher nicht bekannt sind, ist aus erhaltenen Bleireliefs und Münzen mit Abbildungen des Tempels eine ungefähre Vorstellung vom Aussehen der Werke des Demetrios zu erahnen.